# Nick O'Malley
Nicholas O'Malley, né le 5 juillet 1985 à Sheffield, est le bassiste du groupe de Sheffield Arctic Monkeys.

## Les Arctic Monkeys
Nick O'Malley a été engagé temporairement pour remplacer le bassiste originel des Arctic Monkeys, Andy Nicholson, quand celui-ci a annoncé qu'il ne pourrait pas participer (pour cause de fatigue) à la tournée du groupe en Amérique du Nord, qui commençait en mai 2006. O'Malley déclare qu'il a appris l'intégralité du premier album du groupe en deux jours de travail intensif, durant lesquels « il n'a presque pas quitté la maison ». Il apparaît pour la première fois avec le groupe le 25 mai 2006, lors d'un concert privé dans un pub de Londres. La faible capacité de la salle (seulement 120 personnes) présentait une bonne occasion pour Nick de se tester en public, avant la tournée nord-américaine et les festivals à haute affluence. Son baptême du feu se poursuit lorsque le groupe doit enregistrer son prochain single, Leave Before The Lights Come On, sur lequel il joue de la basse. Censé remplacer Andy Nicholson seulement le temps que celui-ci recouvre la santé, l'annonce de son retrait définitif scellera Nick O'Malley comme membre permanent des Arctic Monkeys. Le groupe est ainsi composé de Alex Turner, Matt Helders, Jamie Cook, et Nick O'Malley.